# Rodriguezia leeana
Rodriguezia leeana är en orkidéart som beskrevs av Heinrich Gustav Reichenbach. Rodriguezia leeana ingår i släktet Rodriguezia och familjen orkidéer. Inga underarter finns listade i Catalogue of Life.